# Auce (ville)
Pour les articles homonymes, voir Auce.
Auce (anciennement Vecauce) est une ville de Lettonie. Jusqu'à la réforme territoriale du 2009, la commune faisait partie du district de Dobele (Dobeles Rajons). Aujourd'hui, c'est le centre administratif du « novads » (municipalité) de Auce.
Auce est située à 35 km au sud-ouest de Dobele. Les touristes viennent ici attirés par le château Vecauce (1839-1843), qui est l'un des plus populaires de style historique de l'architecture des monuments letton. Depuis le XXe siècle l'ancien manoir de ferme est utilisé comme lieu d'apprentissage pour les futurs professionnels agricoles.

## Lieux et monuments

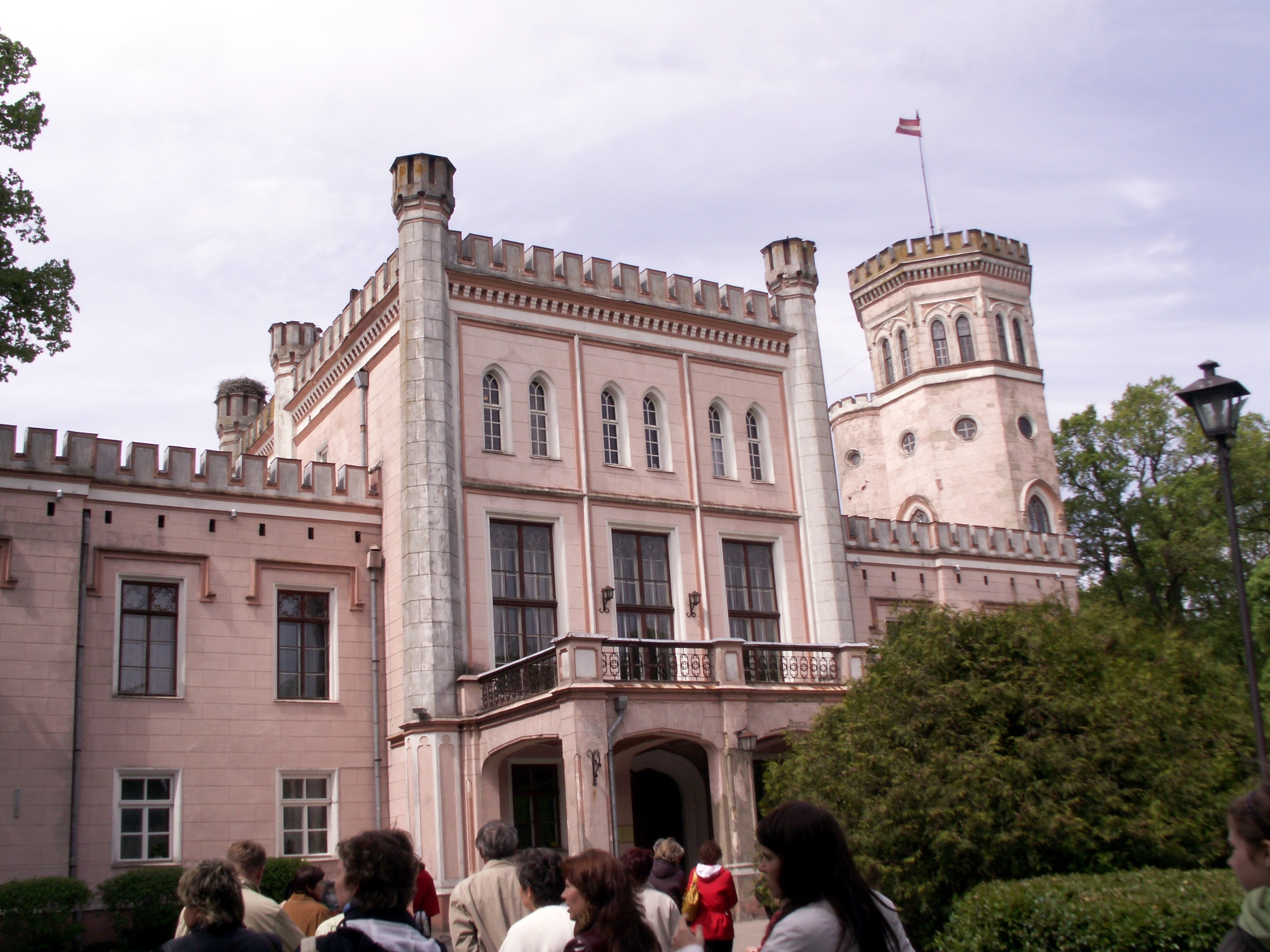

- Le château rose